# Naturschutzgebiet Lörmecketalsystem
Das Naturschutzgebiet Lörmecketalsystem mit einer Größe von 18,19 ha liegt im Arnsberger Wald im Gemeindegebiet von Bestwig. Das Gebiet wurde 2008 mit dem Landschaftsplan Bestwig durch den Hochsauerlandkreis als Naturschutzgebiet (NSG) ausgewiesen. Die nordwestliche bzw. nördliche Grenze ist gleichzeitig Gemeinde- und Kreisgrenze. Nördlich des NSG liegen die Stadt Warstein und der Kreis Soest. Das NSG umfasst die Lörmecke und Nebenbäche. Der gesamte Lauf der Lörmecke wurde als NSG und gleichzeitig FFH-Gebiet Lörmecketal (DE-4516-301) ausgewiesen. Die Quelle liegt westlich im Stadtgebiet von Meschede im  Naturschutzgebiet Lörmecketal (Meschede). Der Rest des Lörmeckelaufs liegt nördlich im Naturschutzgebiet Lörmecketal (Kreis Soest) im Stadtgebiet von Rüthen. 

## Gebietsbeschreibung
Beim NSG handelt es sich um das Lörmecketal und Nebentäler im Gemeindegebiet von Bestwig. Als NSG wurden die Bäche und deren Aue ausgewiesen. Entlang der Bäche wachsen meist Roterlen. Teilweise kommen Erlenbruchwälder an den Bächen vor. Im NSG kommen seltene Tier- und Pflanzenarten vor.

## Schutzzweck
Das NSG soll die Lörmecke und Nebenbäche mit deren Auen schützen.
Wie bei allen Naturschutzgebieten in Deutschland wurde in der Schutzausweisung darauf hingewiesen, dass das Gebiet „wegen der Seltenheit, besonderen Eigenart und Schönheit des Gebietes“ zum Naturschutzgebiet wurde.